# Арискија
Арискија (итал. Arischia) је насеље у Италији у округу Л'Аквила, региону Абруцо.
Према процени из 2011. у насељу је живело 992 становника. Насеље се налази на надморској висини од 848 м.